# Muren (TV-program)
Muren är ett svenskt frågesportprogram som sänds på fredagskvällar i SVT. Premiärsäsongen spelades in i Göteborg under augusti 2020 och hade premiär 5 september 2020. Programledare är Kattis Ahlström.

## Tävlingsupplägg
Två tävlingsdeltagare tävlar dels mot varandra och dels mot en panel ("Muren") bestående av fem kända personer, var och en med kunskap inom specifika ämnesområden, till exempel kultur, underhållning, vetenskap eller sport. De tävlande möter respektive Muren-expert i dueller, där målet är att vinna duellerna och därigenom "riva muren" och gå till final, där en tävlingsdeltagare kan vinna 100 000 kr.
- Omgång 1:

I första omgången ställs vardera deltagare i dueller mot alla panelmedlemmar i tur och ordning, där man ska komma först till tre poäng genom att svara på frågor inom panelmedlemmens specifika ämnesområde. De trycker på varsin knapp för att svara, och svarar man fel går poängen över till motståndaren. Lyckas deltagaren vinna en duell samlar deltagaren på sig en murbit som representerar den panelmedlem deltagaren vann emot.
- Omgång 2:

I den andra omgången är det fortfarande först till tre poäng i varje duell, men istället med svarsalternativ och utan tidspress. Bägge deltagarna har tillsammans sju dueller att möta panelmedlemmarna med för att samla ihop sina egna kvarvarande murbitar. Lyckas man vinna en duell får man fortsätta, annars går turen över. Vid två lika poäng avgörs duellen med en utslagsfråga. När det är omöjligt för en av deltagarna att få ihop fem murbitar får den deltagaren lämna tävlingen.
I den andra säsongen ändrades turordningen till att istället bli en snabbrunda mellan deltagarna inför varje duell om att få svara i duellen. Stoppknappen byttes även ut mot en shuffleknapp som kunde användas endast en gång under omgången.
I den femte säsongen blev den fjärde av de sju duellerna en specialduell där deltagaren möter en panelmedlem i en närkamp i ett specifikt ämne, t.ex. USA:s delstater. Momentet går ut på att nämna ett svar i tur ordning tills att en duellant svarar fel eller inte alls.
Hjälpmedel:
Stoppknapp: Om en deltagare använde stoppknappen slutade frågan från att läsas upp, och bägge duellanterna fick skriva in svaret istället utan svarsalternativ.
Shuffleknapp: Tryckte en deltagare på shuffleknappen byttes panelmedlemmen ut mot en slumpmässigt vald panelmedlem som fick svara istället.
- Lyckades deltagaren samla sina fem murbitar vann den en prissumma på 50 000 kr. I första säsongen fick deltagaren sedan välja panelmedlem och dess ämnesområde i sekundstriden med en chans på att vinna 100 000 kr. Misslyckades deltagaren samla sina bitar slumpades det istället fram ett helt nytt ämne till sekundstriden där panelen själva valde deltagarens motståndare.

I den andra säsongen fick istället deltagaren ett val på att antingen lämna med den vunna prissumman 50 000 kr, eller riskera prissumman för en finalfråga värd 100 000 kr.
- Finalomgång:

Sekundstriden
I sista omgången ställs den slutliga deltagaren mot den panelmedlem som valdes ut. Där har de 60 sekunder vardera på att svara på frågor, och om de svarar fel eller säger pass fortsätter deras sekunder att ticka nedåt. Svarar de rätt stannar deras tid och istället tickar motståndarens tid nedåt, likt en schackklocka. Den som först hamnar på noll sekunder förlorar tävlingen.
- Vinner deltagaren i sekundstriden får den 25 000 kr. Om deltagaren även hade samlat sina fem murbitar i andra omgången vann den istället totalt 100 000 kr.

Finalfrågan
Valde deltagaren att delta i finalfrågan fick den välja en av panelmedlemmarna som läste upp en sista fråga ur sitt ämnesområde som deltagaren själv fick svara på.
- Lyckas deltagaren svara rätt på frågan vinner den 100 000 kr. Annars halveras prissumman från andra omgången till 25 000 kr.

## Panelmedlemmar
| Ämnesområde         | Ämnesområde            | Panelmedlem               | Säsonger och avsnitt | Säsonger och avsnitt | Säsonger och avsnitt    | Säsonger och avsnitt | Säsonger och avsnitt | Antal avsnitt |
| Ämnesområde         | Ämnesområde            | Panelmedlem               | 1 (2020)             | 2 (2021)             | 3 (2022)                | 4 (2023)             | 5 (2024)             | Antal avsnitt |
| ------------------- | ---------------------- | ------------------------- | -------------------- | -------------------- | ----------------------- | -------------------- | -------------------- | ------------- |
|                     | Brott och straff       | Thomas Bodström           |                      | 8–10                 |                         | 9                    |                      | 4             |
|                     | Djur och natur         | Anders Lundin             | 3, 6, 8              | 7–10                 |                         | 5-8, 13, 15, 17      | 14                   |               |
| Mattias A. Klum     | Djur och natur         |                           |                      |                      | 3, 7                    |                      | 2                    |               |
|                     | Historia               | Daniel Hermansson         |                      |                      | 1–2, 4, 6               | 3, 7–8               | 5-7, 10-11           | 12            |
| Herman Lindqvist    | Historia               |                           |                      | 14                   | 1                       |                      |                      |               |
|                     | I nyhetsflödet         | Annika Lantz              | 3, 5, 7–8            | 4–6, 9               | 1-2, 5-6, 10-11, 14, 16 | 16                   |                      |               |
|                     | Jorden runt            | Staffan Heimerson         | 1–4, 8               |                      |                         |                      |                      | 5             |
| Folke Rydén         | Jorden runt            |                           | 1–2, 4–5, 7          | 6, 8–10              |                         |                      | 9                    |               |
| Johar Bendjelloul   | Jorden runt            |                           |                      |                      | 2–3, 6, 9               | 1-3, 14-16           | 10                   |               |
|                     | Kultur                 | Ebba Witt-Brattström      | 1–2, 4–5, 7          | 3, 6, 9              | 5–6, 10                 | 1–2, 7–8             | 3-4, 7, 12-13        | 20            |
| Jenny Lindh         | Kultur                 |                           |                      |                      |                         | 10, 17               | 2                    |               |
|                     | Kungligt               | Elisabeth Tarras-Wahlberg |                      |                      | 5                       |                      |                      | 1             |
|                     | Landet runt            | Henrik Kruusval           |                      | 4                    | 1                       | 4                    | 4, 13, 15            | 6             |
|                     | Makt och pengar        | Anna Kinberg Batra        | 2–7                  | 4–10                 |                         | 2–3, 6, 8, 10        | 3-4, 8-9, 15         | 23            |
| Mona Sahlin         | Makt och pengar        |                           |                      |                      | 5                       | 2                    | 2                    |               |
|                     | Mat och dryck          | Johanna Westman           | 3–4, 6, 8            | 1–3, 10              | 1–4, 9                  | 1, 4–5, 10           | 1, 5-6, 11-12        | 22            |
| Zeina Mourtada      | Mat och dryck          |                           |                      |                      | 8                       | 9, 17                | 3                    |               |
| Markus Aujalay      | Mat och dryck          |                           |                      |                      |                         | 4                    | 1                    |               |
|                     | Människokroppen        | Gunilla Hasselgren        |                      |                      | 9–10                    |                      |                      | 2             |
|                     | Populärmusik           | Tina Mehrafzoon           |                      | 1, 10                | 2, 10                   | 4                    |                      |               |
|                     | Sport                  | Patrick Ekwall            | 1, 3, 5–8            | 4–5, 7, 9–10         | 1–2                     | 2–3, 6, 8–10         | 7-11, 17             | 25            |
| Olof Lundh          | Sport                  |                           | 1                    |                      |                         |                      | 1                    |               |
| Staffan Lindeborg   | Sport                  | 2                         | 1                    |                      |                         |                      |                      |               |
| Stefan Holm         | Sport                  |                           |                      | 3                    |                         |                      | 1                    |               |
| Christian Olsson    | Sport                  | 4, 6–7                    | 3                    |                      |                         |                      |                      |               |
| David Fjäll         | Sport                  |                           |                      |                      |                         | 5-6                  | 2                    |               |
| Jennifer Kücükaslan | Sport                  |                           |                      |                      |                         | 16                   | 1                    |               |
|                     | Stil och design        | Camilla Thulin            |                      | 5, 7                 |                         |                      |                      | 2             |
| Stil och mode       | Ebba Kleberg von Sydow |                           |                      |                      | 10                      | 3-4                  | 3                    |               |
|                     | Svenska språket        | Fredrik Lindström         | 1                    |                      | 1                       |                      |                      |               |
|                     | Trädgård               | John Taylor               |                      |                      |                         |                      | 12                   | 1             |
|                     | Underhållning          | Parisa Amiri              | 1–2, 5, 7            |                      |                         |                      |                      | 4             |
| Edward af Sillén    | Underhållning          | 3–4, 6, 8                 | 2–9                  | 1, 3–9               | 1–2, 4–7, 10            | 9-17                 | 36                   |               |
| Tara Moshizi        | Underhållning          |                           |                      |                      |                         | 1-2, 8               | 3                    |               |
|                     | Vetenskap              | Ulf Danielsson            | 1–2, 5–8             | 1–3, 6, 8            | 2-5, 7–8                | 1, 4–5, 7, 9         | 1-3, 7-9, 14, 16     | 30            |
| Henrik Zetterberg   | Vetenskap              |                           |                      |                      |                         | 12-13                | 2                    |               |

## Avsnitt

### Översikt
| Säsong | Säsong | Avsnitt | Sändningsdatum                | Tittarsiffror (i genomsnitt) |
| ------ | ------ | ------- | ----------------------------- | ---------------------------- |
|        | 1      | 8       | 5 september – 24 oktober 2020 | 1 056 000                    |
|        | 2      | 10      | 20 mars – 22 maj 2021         | 965 000                      |
|        | 3      | 10      | 19 mars – 4 juni 2022         | 861 000                      |

### Säsong 1 (2020)
Den panelmedlem och deltagare med understruken text deltog i sekundstriden i respektive avsnitt.
| Nr | Säs.nr | Murens panelmedlemmar (i ordning)                                                                  | Deltagare                                   | Vinnare                          | Originalvisning   | Tittarsiffror |
| 1  | 1      | Staffan Heimerson, Parisa Amiri, Ebba Witt-Brattström, Ulf Danielsson och Patrick Ekwall.          | Lena Holst Palmborg och Johan Algell        | Muren                            | 5 september 2020  | 1 279 000     |
| 2  | 2      | Ulf Danielsson, Ebba Witt-Brattström, Anna Kinberg Batra, Parisa Amiri och Staffan Heimerson.      | Petra Larsson och Martin Wessman            | Martin Wessman (25 000 kr)       | 12 september 2020 | 964 000       |
| 3  | 3      | Edward af Sillén, Patrick Ekwall, Anna Kinberg Batra, Johanna Westman och Staffan Heimerson.       | Hanna Lublin och Daniel Torbjörnsson        | Daniel Torbjörnsson (100 000 kr) | 19 september 2020 | 1 009 000     |
| 4  | 4      | Edward af Sillén, Johanna Westman, Anna Kinberg Batra, Ebba Witt-Brattström och Staffan Heimerson. | Mattias Österman och Joakim Sätterman       | Joakim Sätterman (25 000 kr)     | 26 september 2020 | 980 000       |
| 5  | 5      | Patrick Ekwall, Ebba Witt-Brattström, Anna Kinberg Batra, Parisa Amiri och Ulf Danielsson.         | Malin Jogmark och Ulf Ödesjö                | Malin Jogmark (25 000 kr)        | 3 oktober 2020    | 1 011 000     |
| 6  | 6      | Edward af Sillén, Johanna Westman, Anna Kinberg Batra, Ulf Danielsson och Patrick Ekwall.          | Björn Gustafsson och Alexandra Hallberg     | Björn Gustafsson (100 000 kr)    | 10 oktober 2020   | 1 131 000     |
| 7  | 7      | Patrick Ekwall, Parisa Amiri, Anna Kinberg Batra, Ulf Danielsson och Ebba Witt-Brattström.         | Gunnar Jägberg och Daniel Svensson          | Muren                            | 17 oktober 2020   | 1 104 000     |
| 8  | 8      | Edward af Sillén, Johanna Westman, Ulf Danielsson, Patrick Ekwall och Staffan Heimerson.           | Christina Larsson och Torbjörn S. Brandhill | Christina Larsson (25 000 kr)    | 24 oktober 2020   | 966 000       |

### Säsong 2 (2021)
Den panelmedlem och deltagare med understruken text deltog i sekundstriden i respektive avsnitt. Om de står i fet text hade deltagaren istället fått välja en panelmedlem och dess finalfråga.
| Nr | Säs.nr | Murens panelmedlemmar (i ordning)                                                               | Deltagare                               | Vinnare                        | Originalvisning | Tittarsiffror |
| 9  | 1      | Olof Lundh, Ulf Danielsson, Tina Mehrafzoon, Johanna Westman och Folke Rydén.                   | Margareta Stillberg och Rikard Jochnick | Muren                          | 20 mars 2021    | 970 000       |
| 10 | 2      | Edward af Sillén, Ulf Danielsson, Johanna Westman, Folke Rydén och Staffan Lindeborg.           | Stina Källén och Tobias Fagrell         | Stina Källén (25 000 kr)       | 27 mars 2021    | 847 000       |
| 11 | 3      | Johanna Westman, Edward af Sillén, Ulf Danielsson, Ebba Witt-Brattström och Anders Lundin.      | Göran Lund och Louise Felldin           | Louise Felldin (25 000 kr)     | 3 april 2021    | 808 000       |
| 12 | 4      | Henrik Kruusval, Edward af Sillén, Anna Kinberg Batra, Folke Rydén och Patrick Ekwall.          | Kajsa Kramming och Mattias Denkert      | Mattias Denkert (100 000 kr)   | 10 april 2021   | 849 000       |
| 13 | 5      | Edward af Sillén, Camilla Thulin, Patrick Ekwall, Anna Kinberg Batra och Folke Rydén.           | Therese Ahrling och Lars Wiezell        | Lars Wiezell (25 000 kr)       | 17 april 2021   | 933 000       |
| 14 | 6      | Edward af Sillén, Anna Kinberg Batra, Ebba Witt-Brattström, Ulf Danielsson och Anders Lundin.   | Åsa Eklund och Jonas von Essen          | Jonas von Essen (100 000 kr)   | 24 april 2021   | 1 042 000     |
| 15 | 7      | Patrick Ekwall, Anna Kinberg Batra, Camilla Thulin, Edward af Sillén och Folke Rydén.           | Andreas Bartley och Christian Berglund  | Christian Berglund (25 000 kr) | 1 maj 2021      | 903 000       |
| 16 | 8      | Edward af Sillén, Anders Lundin, Thomas Bodström, Anna Kinberg Batra och Ulf Danielsson.        | Malin Zander och Gustaf Lennman         | Malin Zander (25 000 kr)       | 8 maj 2021      | 972 000       |
| 17 | 9      | Patrick Ekwall, Thomas Bodström, Anna Kinberg Batra, Ebba Witt-Brattström och Edward af Sillén. | Jesper Ekstedt och Kerstin Weyler       | Jesper Ekstedt (25 000 kr)     | 15 maj 2021     | 885 000       |
| 18 | 10     | Patrick Ekwall, Tina Mehrafzoon, Johanna Westman, Anna Kinberg Batra och Thomas Bodström.       | Kristofer Kebbon och Gunnar Jägberg     | Muren                          | 22 maj 2021     | 1 439 000     |

### Säsong 3 (2022)
Den panelmedlem och deltagare med understruken text deltog i sekundstriden i respektive avsnitt. Om de står i fet text hade deltagaren istället fått välja en panelmedlem och dess finalfråga.
| Nr | Säs.nr | Murens panelmedlemmar (i ordning)                                                               | Deltagare                              | Vinnare                    | Originalvisning | Tittarsiffror |
| 19 | 1      | Patrick Ekwall, Henrik Kruusval, Edward af Sillén, Daniel Hermansson och Johanna Westman.       | Adrian Boberg och Eva Morssing         | Muren                      | 19 mars 2022    | 941 000       |
| 20 | 2      | Patrick Ekwall, Tina Mehrafzoon, Daniel Hermansson, Johanna Westman och Ulf Danielsson.         | Caitlin Mooney och Lowe Lundin         | Lowe Lundin (100 000 kr)   | 26 mars 2022    | 896 000       |
| 21 | 3      | Edward af Sillén, Annika Lantz, Johanna Westman, Ulf Danielsson och Stefan Holm.                | Victor Hjelmgren och Tina Sjöström     | Muren                      | 9 april 2022    | 922 000       |
| 22 | 4      | Ulf Danielsson, Daniel Hermansson, Edward af Sillén, Ebba Witt-Brattström och Christian Olsson. | Alberto Umerkajeff och Ann Norrbrand   | Ann Norrbrand (25 000 kr)  | 16 april 2022   | 785 000       |
| 23 | 5      | Edward af Sillén, Elisabeth Tarras-Wahlberg, Ulf Danielsson, Johanna Westman och Annika Lantz.  | Manfred Maier och Mattias Ivarsson     | Manfred Maier (25 000 kr)  | 23 april 2022   | 892 000       |
| 24 | 6      | Edward af Sillén, Daniel Hermansson, Ebba Witt-Brattström, Christian Olsson och Folke Rydén.    | Krister Sörman och Maja Jonsson        | Maja Jonsson (25 000 kr)   | 30 april 2022   | 723 000       |
| 25 | 7      | Annika Lantz, Christian Olsson, Edward af Sillén, Anders Lundin och Ulf Danielsson.             | Emelie Westman och Kryddan Peterson    | Muren                      | 7 maj 2022      | 790 000       |
| 26 | 8      | Folke Rydén, Anders Lundin, Edward af Sillén, Annika Lantz och Ulf Danielsson.                  | Annika Hälldin Lahger och Mirko Civcic | Muren                      | 14 maj 2022     | 922 000       |
| 27 | 9      | Johanna Westman, Anders Lundin, Edward af Sillén, Gunilla Hasselgren och Folke Rydén.           | Anni Johansson och Edward von Past     | Anni Johansson (25 000 kr) | 21 maj 2022     | 816 000       |
| 28 | 10     | Tina Mehrafzoon, Folke Rydén, Ebba Witt-Brattström, Anders Lundin och Gunilla Hasselgren.       | Kristian Holmqvist och Daniel Perttu   | Muren                      | 4 juni 2022     | 927 000       |